# Drapeaux de l'Alsace
Pour les articles homonymes, voir Alsace (homonymie).
Cet article concerne le drapeau. Pour la revue Rot un Wiss, voir Rot un Wiss (revue).
L’Alsace est une région historique et une collectivité territoriale située dans l'est de la France. Elle possède deux drapeaux :
- le drapeau dit « blasonné », ou drapeau « administratif », utilisé par la plupart des collectivités territoriales. Reprenant les armes de la Basse-Alsace et de la Haute-Alsace, il existe en deux déclinaisons différentes.
- le drapeau Rot un Wiss, parfois appelé « drapeau historique », qui reprend les couleurs traditionnelles de l'Alsace.

## Le drapeau «blasonné» de l'Alsace
Le drapeau « blasonné » de l'Alsace, aussi appelé « administratif », est un drapeau qui se base sur le blason de l'Alsace.
Le blason de l'Alsace apparait au XVIe siècle. Il consiste en une superposition ou une juxtaposition des armes des landgraviats de Haute-Alsace (Oberelsass) et de Basse-Alsace (Unterelsass). 
Le blason de l'Alsace présentant deux variantes (juxtaposé ou fusionné), il existe un drapeau blasonné dans chacune de ces variantes.

### Histoire
Le drapeau blasonné apparait dans les années 1970-80 à la faveur des lois de décentralisation et de la création de la région Alsace. À cette époque, certaines collectivités locales choisissent de pavoiser avec ce drapeau pour éviter l’emploi du drapeau Rot un Wiss, considéré alors comme revendicatif.

### Statut officiel
En tant que tel, le drapeau blasonné n'a pas de statut officiel.
Les blasons dont il découle ont par contre fait l'objet de décisions officielles. Sous sa forme juxtaposée, le blason de l'Alsace a été officialisé en 1948 par les préfets du Haut-Rhin et du Bas-Rhin. La forme superposée du blason de l'Alsace, elle, a été choisie en 2009 pour figurer comme identifiant de la région Alsace sur les plaques d'immatriculation.
Une consultation publique pour choisir le nouvel identifiant territorial des plaques d'immatriculation de la collectivité européenne d'Alsace est lancée à l'automne 2020. Trois choix sont proposés : le logo "A cœur" de la marque partagée Alsace, le drapeau blasonné dans sa version superposée et le drapeau Rot un Wiss,. Avec 43,45 % des voix, c'est le "A cœur" qui remporte la consultation et figurera sur les plaques d'immatriculation à partir du 1er janvier 2021. Le drapeau blasonné a récolté 36,59 % des voix, et 19,96 % pour le Rot un Wiss.

### Usage actuel
Le drapeau blasonné fait l'objet d'un usage officieux par plusieurs collectivités (région, collectivité européenne d'Alsace, communes) ainsi que certaines administrations. Son usage populaire est plus restreint.

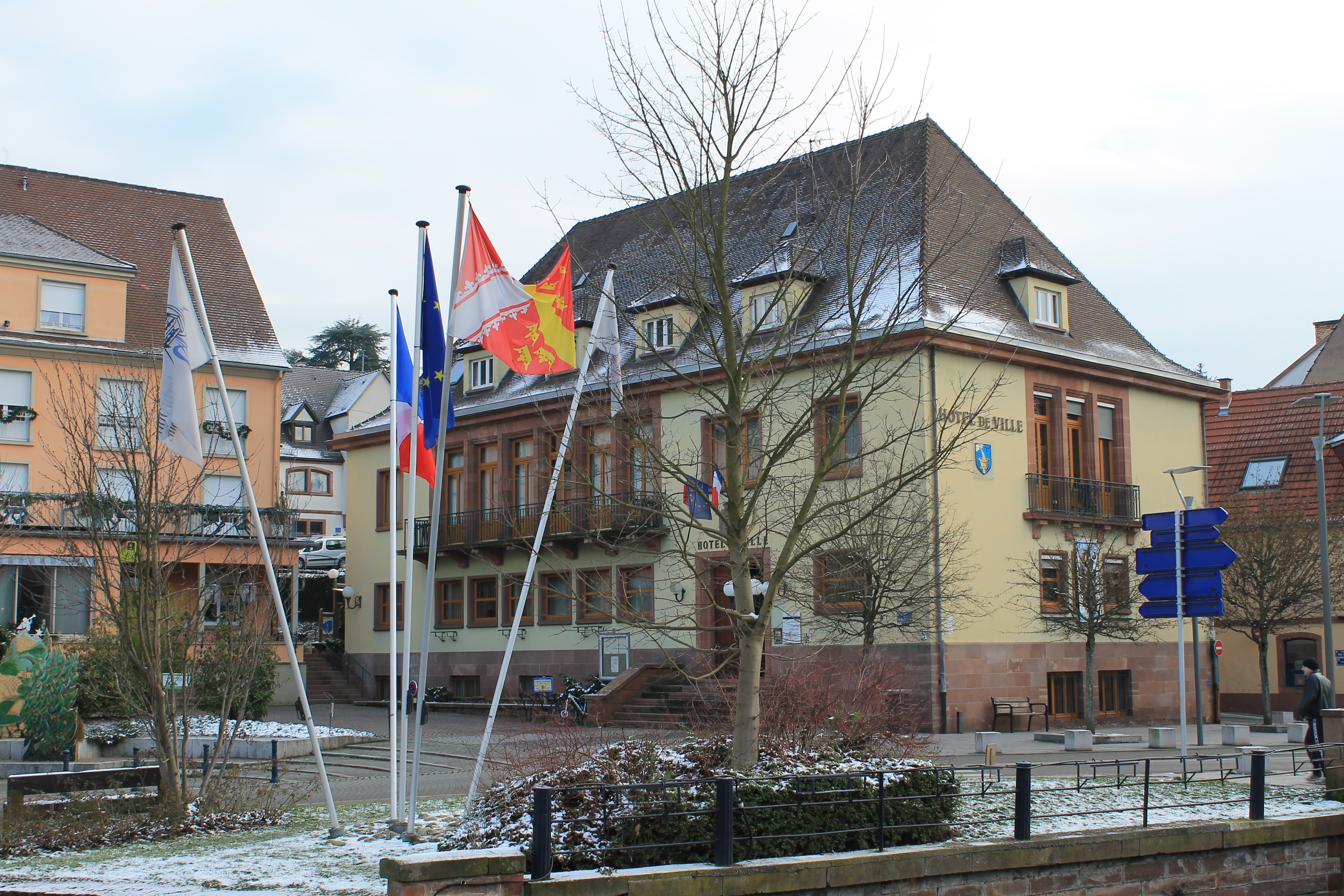
Drapeau blasonné à Niederbronn-les-Bains.
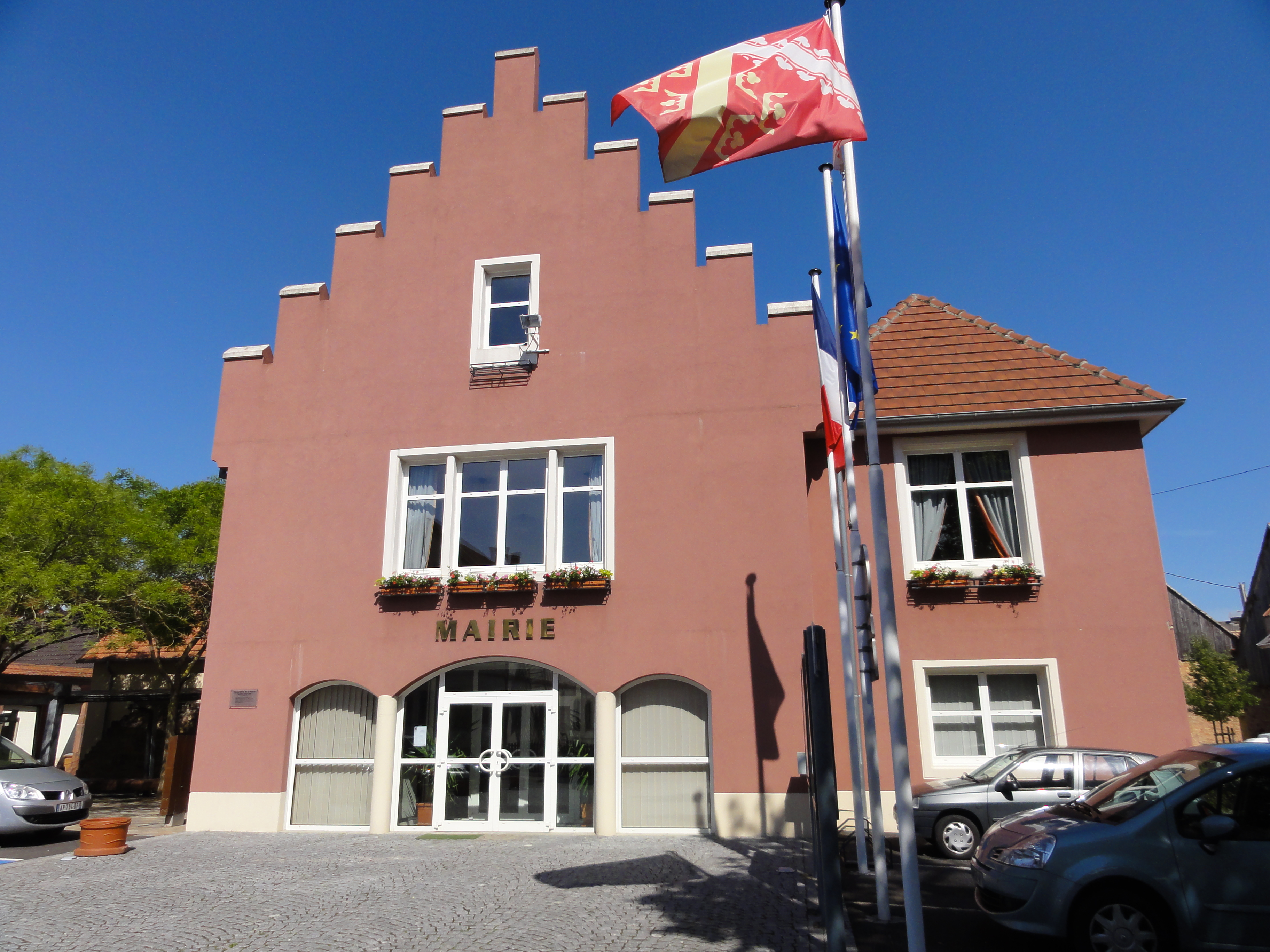
Drapeau blasonné à Griesheim-près-Molsheim.

## Le drapeau «Rot un Wiss»
Rot un Wiss se traduit de l'alsacien par rouge et blanc. Il s'agit des couleurs traditionnelles de plusieurs villes d'Alsace. 

### Histoire
Le drapeau apparait au début des années 1870, alors que l'Alsace est rattachée à l'Empire allemand en vertu du Traité de Francfort. Une partie de la population, en particulier à Strasbourg, refuse de pavoiser avec les couleurs impériales et pavoise avec les couleurs historiques de la ville, le rouge et blanc,. 
Outre Strasbourg, ces couleurs sont également celles de nombreuses villes alsaciennes comme Mulhouse, Ensisheim, Guebwiller, Sélestat, Munster ou Wissembourg. De ce fait la pratique se répand rapidement,.
Le Rot un Wiss présente ainsi la particularité d'être issu d'un mouvement spontané de la population. Au début, les bandes sont disposées tantôt verticalement, tantôt horizontalement, parfois avec le blanc en haut. Au cours des années, la disposition horizontale avec le rouge en haut devient la plus usitée,.

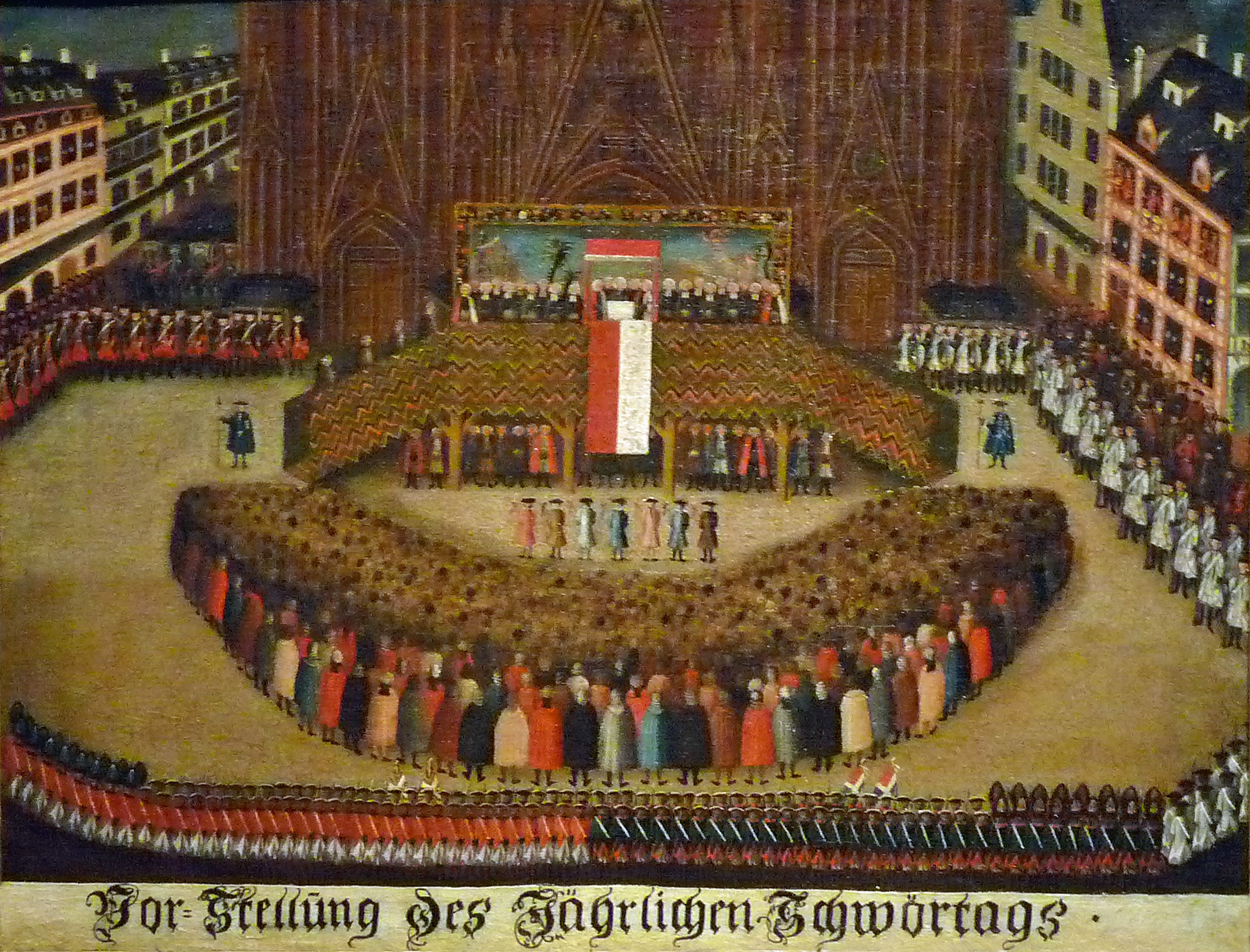
Cérémonie du Schwoertag avec un étendard aux couleurs de Strasbourg (vers 1785).
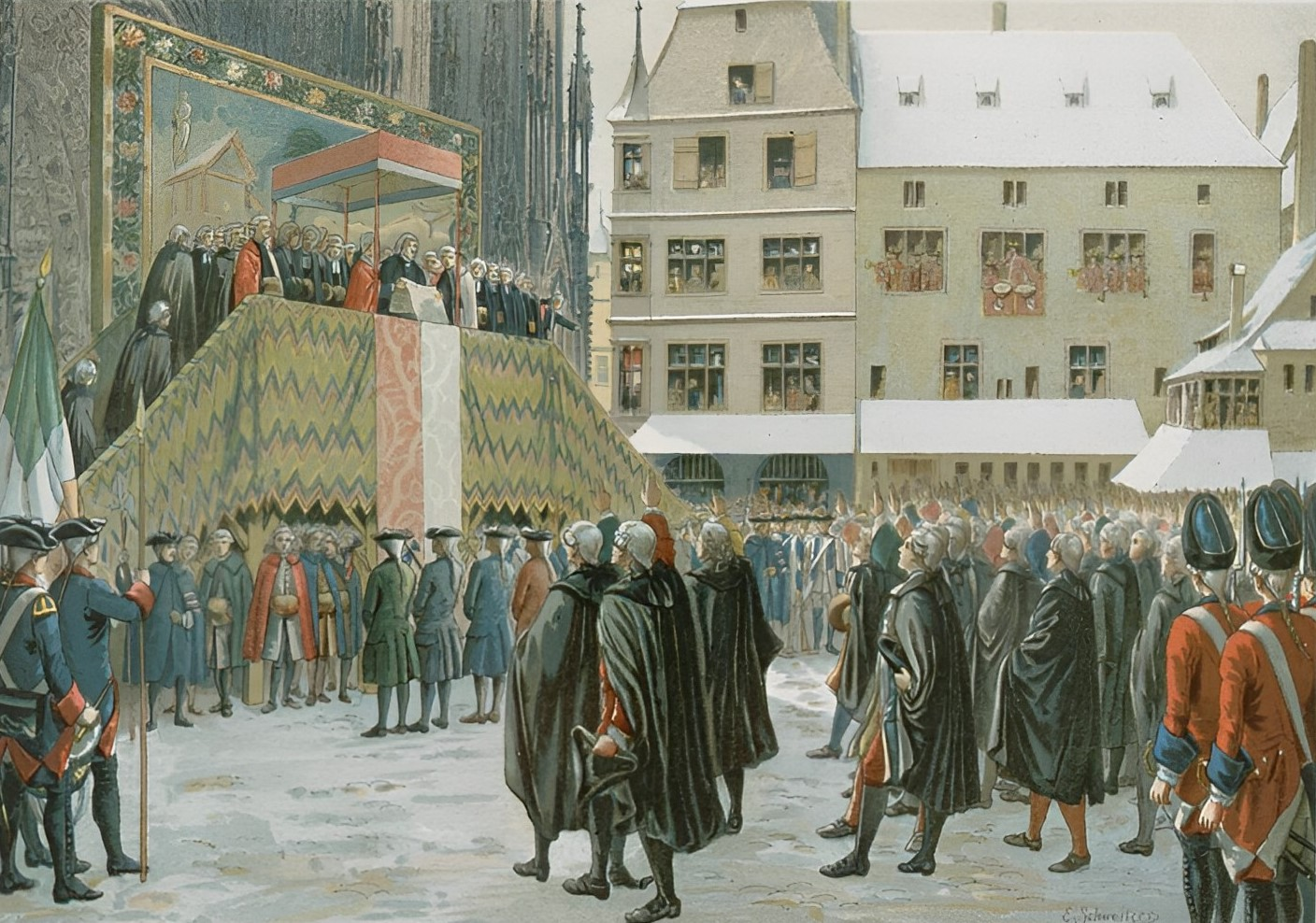
Dessin d’Émile Schweitzer représentant le Schwoertag (serment) de Strasbourg.

Drapeau très populaire, son usage est favorisé par les milieux francophiles afin de marquer le particularisme alsacien face à l'Allemagne. Il est alors utilisé fréquemment lors des fêtes civiles et religieuses mais également à l'occasion des conscriptions.
Après la Première Guerre mondiale, le drapeau Rot un Wiss est repris par les mouvements régionalistes et autonomistes après le retour des «provinces perdues» à la France, en suite des maladresses de l'administration française. Il acquiert un rôle plus politique, étant brandi pour montrer l'attachement à l’histoire de la région et aux particularismes régionaux. Il est, à ce titre, combattu par le gouvernement français entre les deux Guerres mondiales, et totalement interdit lors de la période d'annexion par l'Allemagne nazie. 
Après la Libération, il est considéré comme un symbole séditieux, pour les mêmes raisons que le drapeau de la Bretagne. Il se fait beaucoup plus rare, n'apparaissant quasiment plus que lors de fêtes religieuses.
Il réapparait progressivement avec le renouveau régionaliste lié au mouvement de mai 1968. Le 19 juin 1968, le drapeau Rot un Wiss est hissé au sommet de la cathédrale de Strasbourg par des militants régionalistes.
Il retrouve une présence visible dans l'espace public au début des années 2000 à l'occasion des discussions pour le choix de l'identifiant des plaques d'immatriculation, puis lors des manifestations contre la fusion des régions de 2014/2015. Des inconnus l'installent à nouveau brièvement au sommet de la cathédrale de Strasbourg à l'occasion du centenaire de l'Armistice de 1918. 

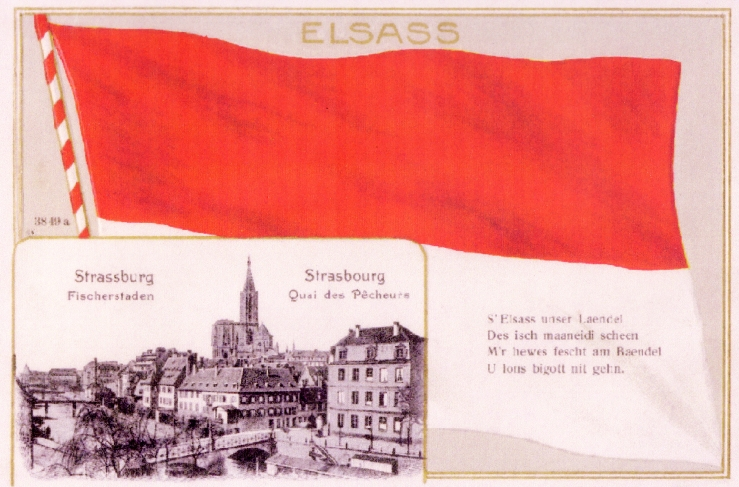
Carte postale bilingue du début du XXe siècle.
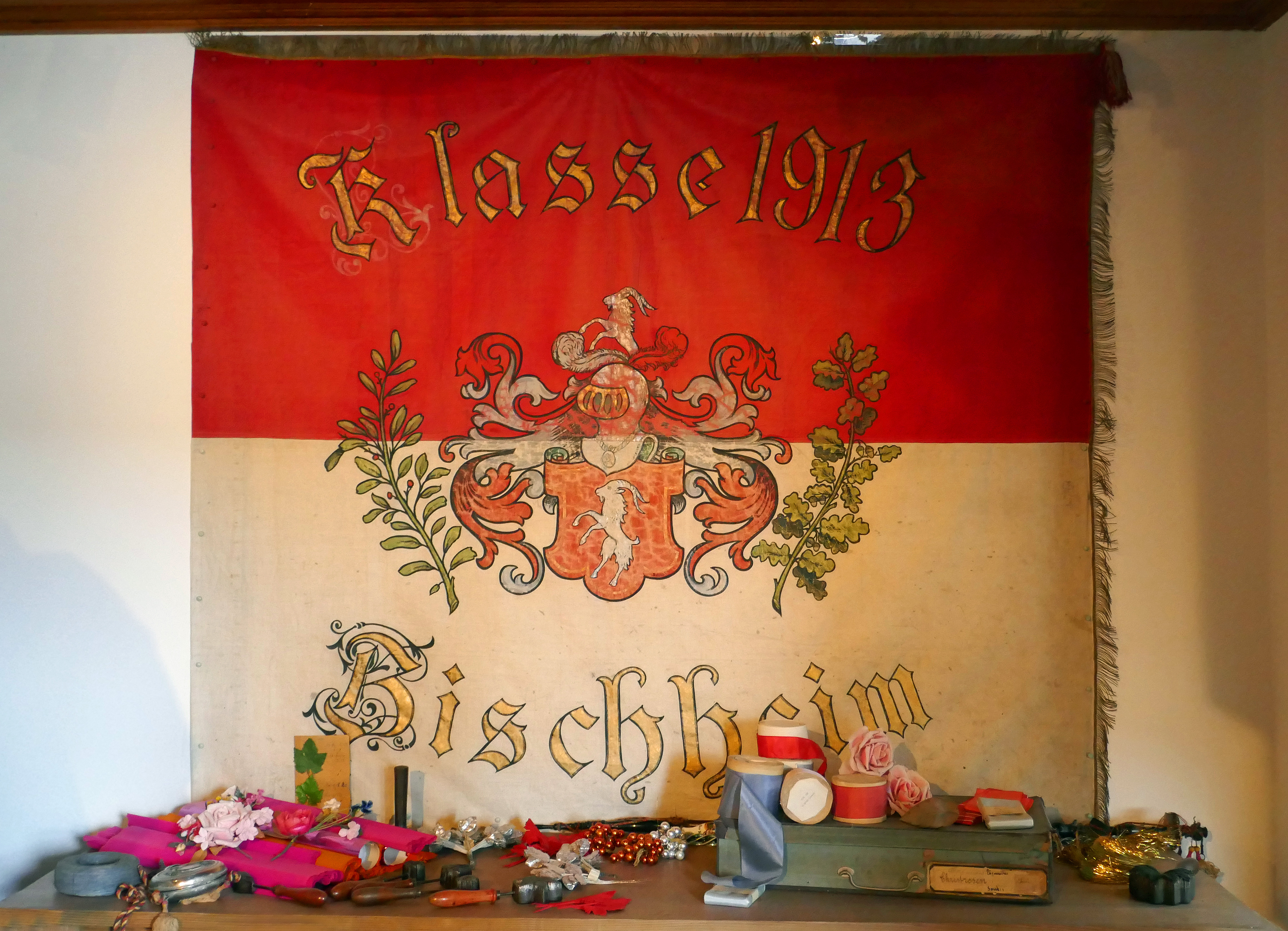
Drapeau des conscrits de Bischheim (1913) au Musée alsacien de Strasbourg
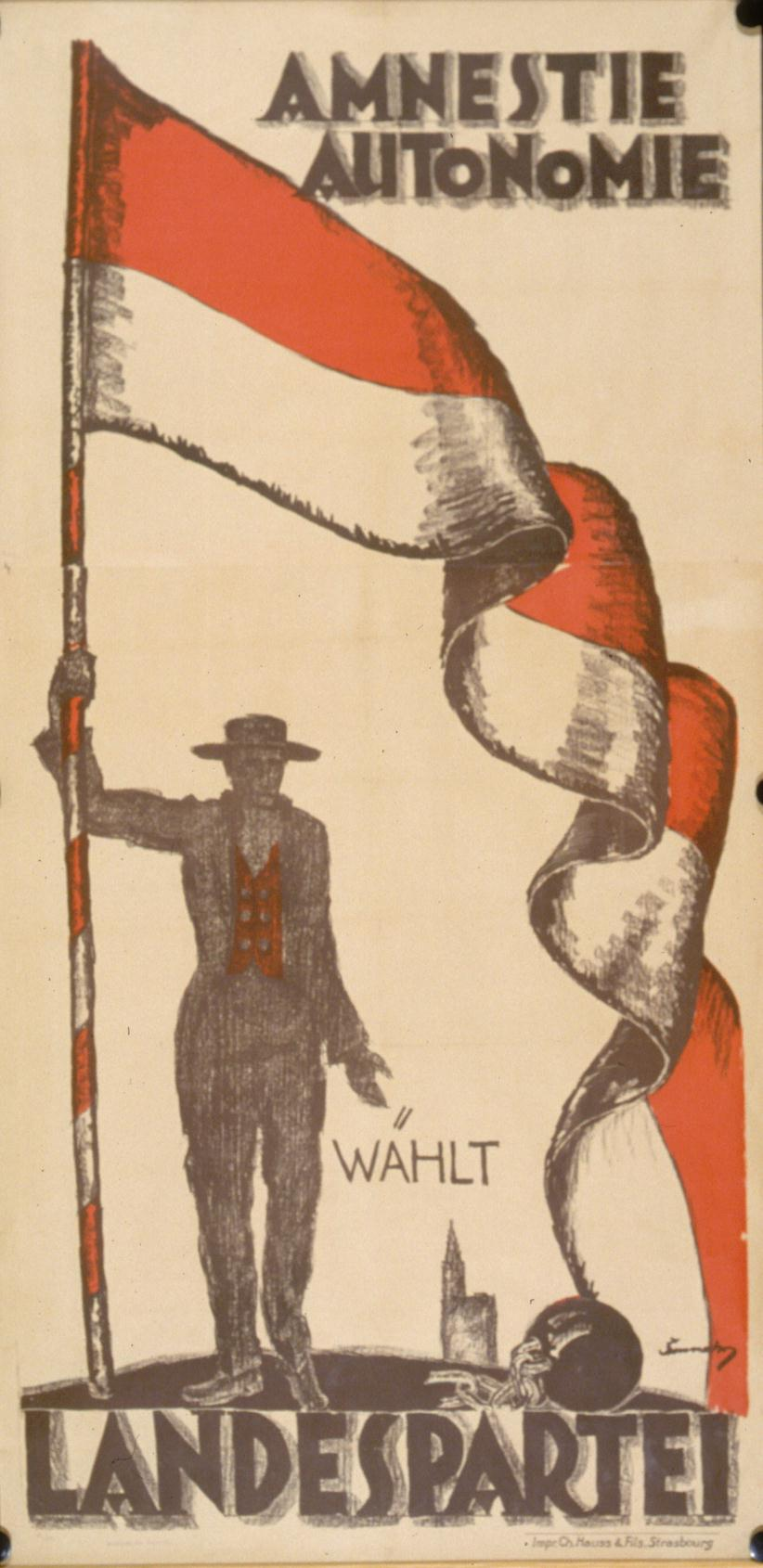
Affiche politique des années 1930.

### Dans la culture et les arts
Ce drapeau fait partie des symboles alsaciens. On le retrouve par exemple dans les œuvres d'illustrateurs aussi divers que Hansi, Henri Solveen, Paul Adolphe Kauffmann ou Charles Spindler. 
Dans la poésie et le théâtre, Gustave Stoskopf compose un long poème en alsacien intitulé « Rot un Wiss sin unsri Farwe » (rouge et blanc sont nos couleurs). Traduit par Ad. Morpain, le poème commence ainsi:
| Version originale                                                                                                | Traduction de A. Morpain |
| --- | --- |
| Rot un wiss sin unsri Farwe, Luschti flattre sie im Wind, Saaue mir, wie m’r e Ländel So wie unser Elsass find ? | Voici, mes chers amis, le drapeau de l’Alsace, Qui tient chez l’Alsacien une si large place : A la hampe dorée, aux couleurs rouge et blanc, Que l’on hisse partout et flotte au gré du vent ? |

En 1904, Gustave Stoskopf compose une pièce de théâtre alsacien intitulée « D'verbotte Fahne » (le drapeau interdit) s'inspirant d'un fait divers au cours duquel le Kreisdirektor de Haguenau avait décrété l’interdiction du drapeau alsacien dans sa juridiction.
Le drapeau Rot un Wiss est également l'objet de l'hymne alsacien, le Elsässisch Fàhnelied, dont les paroles ont été écrites par Emile Woerth (1870–1926), poète natif de Benfeld, dans son ouvrage "Hoch und allein" paru en 1912.

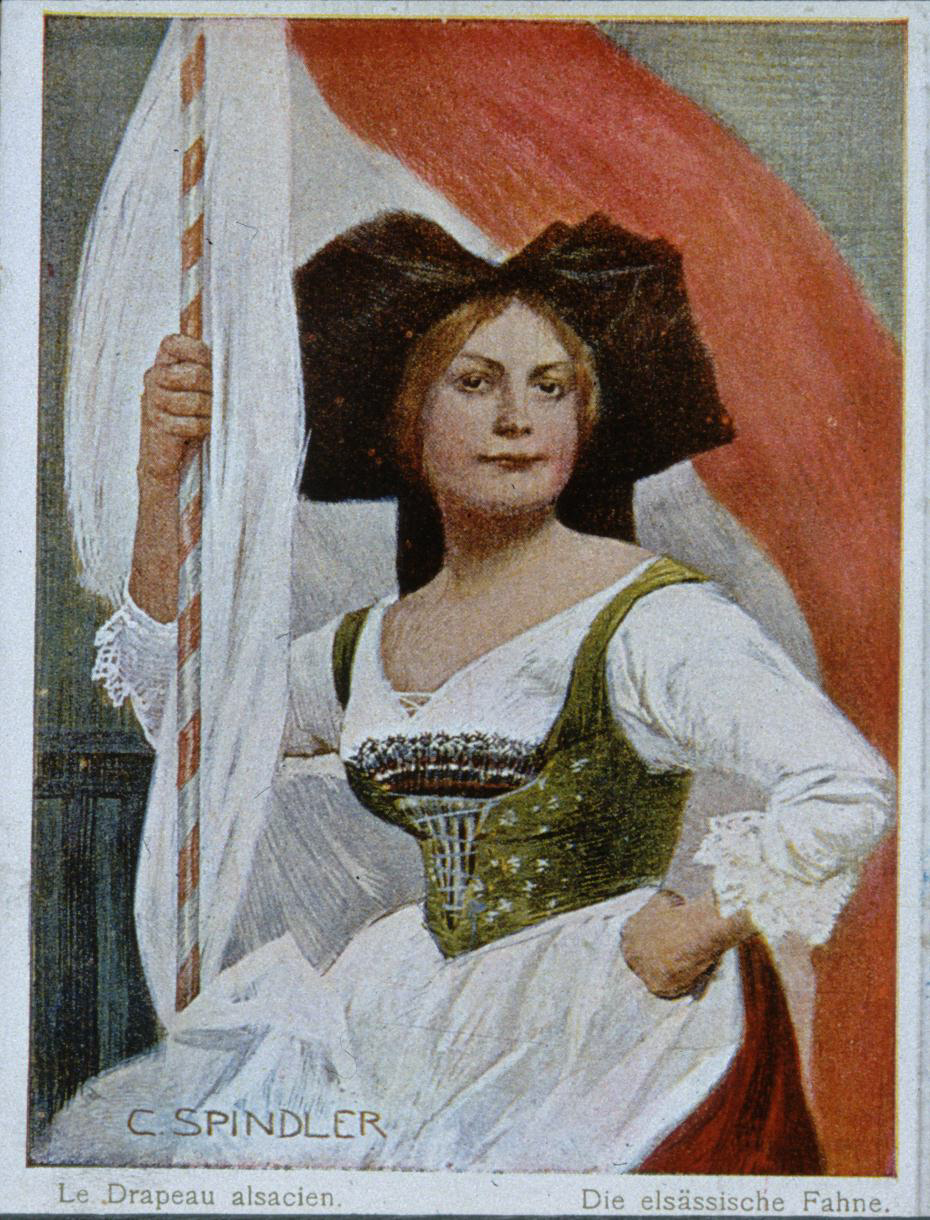
Dessin de Charles Spindler.
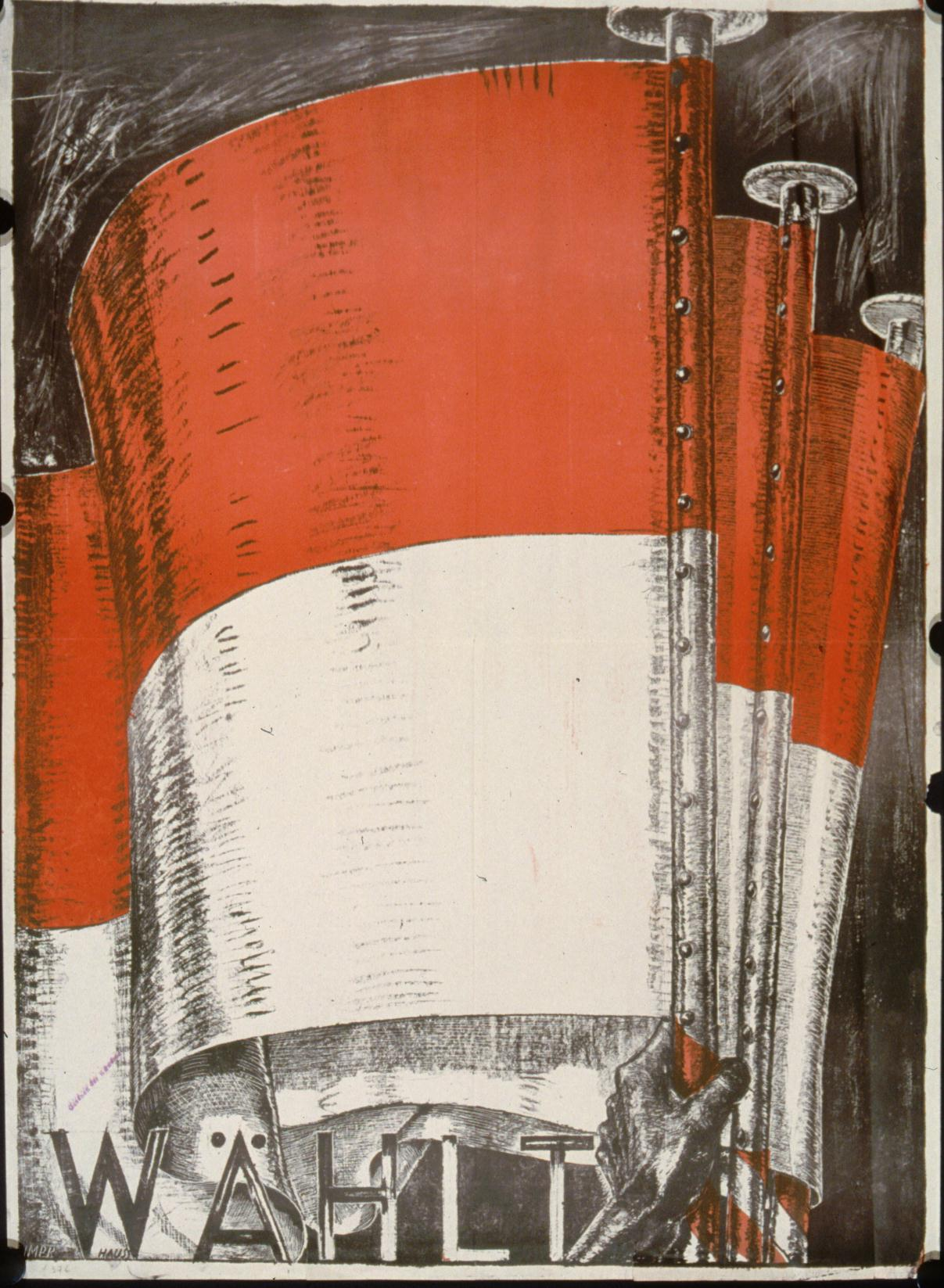
Affiche politique de Henri Solveen.
D'r verbotte Fahne, pièce de théâtre de Gustave Stoskopf
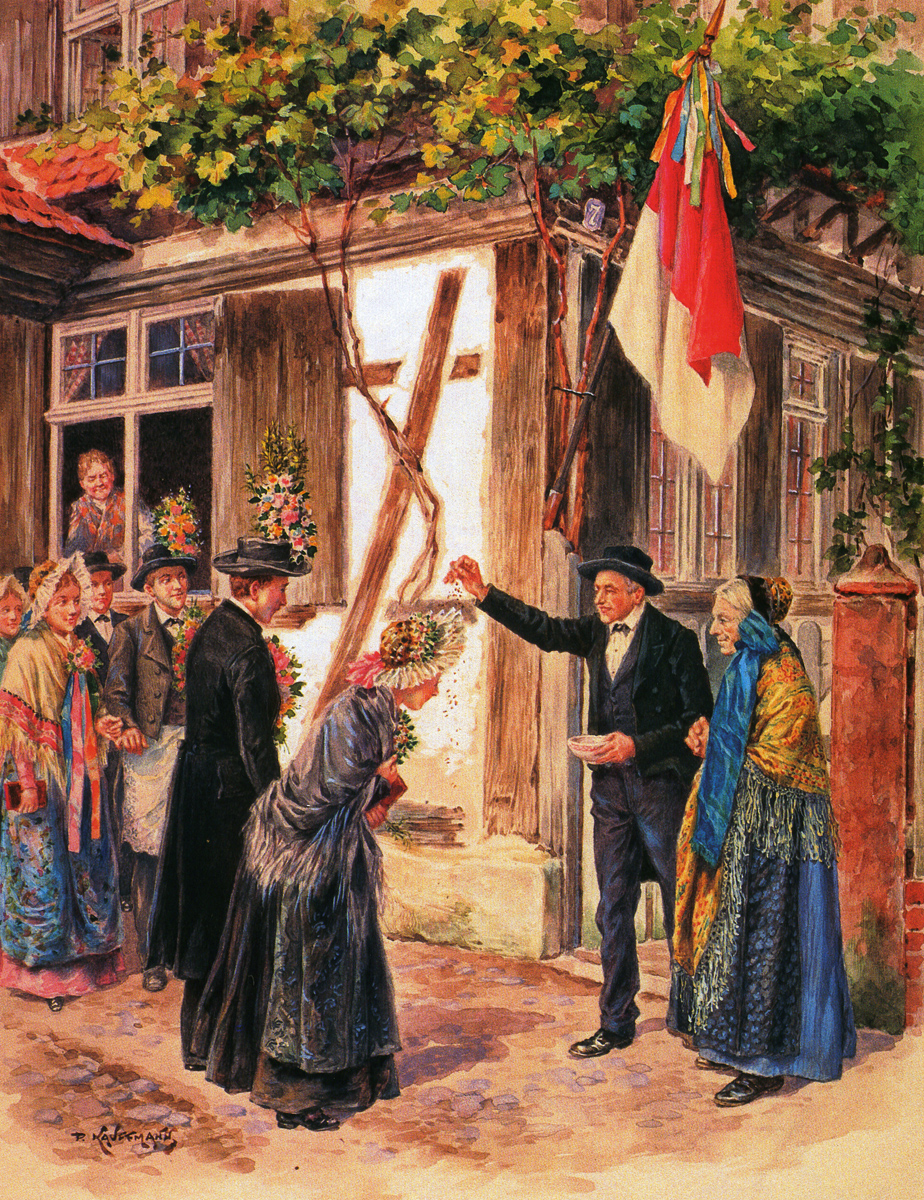
La bénédiction des mariés, par Paul Adolphe Kauffmann

### Statut officiel
Tout comme le drapeau blasonné, le drapeau Rot un Wiss n'a pas de statut officiel. Toutefois, selon un sondage CSA d'avril 2017, 67 % des Alsaciens souhaitent que le Rot un Wiss devienne le drapeau officiel de l'Alsace.
Le drapeau de l'Alsace-Lorraine, qui en est une variante, a par contre fait l'objet d'une délibération officielle. Le 25 juin 1912, le Landtag d'Alsace-Lorraine adopte à l'unanimité un drapeau composé des couleurs rouge et blanche, disposées horizontalement, avec une croix de Lorraine de couleur jaune, disposée en haut à gauche, dans la bande rouge du drapeau. Le climat international tendu de l'époque fit que Guillaume II ne ratifiera jamais cette décision. La Première Guerre mondiale mit fin aux espoirs de la Constitution de 1911 et au consensus politique local autour d'une autonomie souveraine de la région alsacienne.

### Usage actuel
Il est aujourd’hui utilisé dans certains villages alsaciens en lieu et place du drapeau administratif et fréquemment lors de manifestations sportives dans la région,,.  Considéré par beaucoup comme un symbole de l'identité alsacienne, il est notamment utilisé par les mouvements régionalistes et lors du mouvement des Gilets jaunes. 
En septembre 2020, le parti autonomiste Unser Land renonce à utiliser le drapeau Rot un Wiss sur son logo afin « de rappeler que le drapeau Rot un Wiss n’est pas le drapeau d’un parti mais le drapeau de tous les Alsaciens ».
À l'automne 2020, le Rot un Wiss est l'un des trois choix soumis à la consultation publique du nouvel identifiant territorial des plaques d'immatriculation de la collectivité européenne d'Alsace.
On retrouve le drapeau Rot un Wiss sur le maillot du Racing Club de Strasbourg Alsace.  
Bien qu’étant absent lors des séances plénières de la Collectivité européenne d’Alsace dans l’hémicycle à Colmar, il est cependant présent en salle de réunion au siège de la CEA à Strasbourg ainsi que dans le bureau de son président  

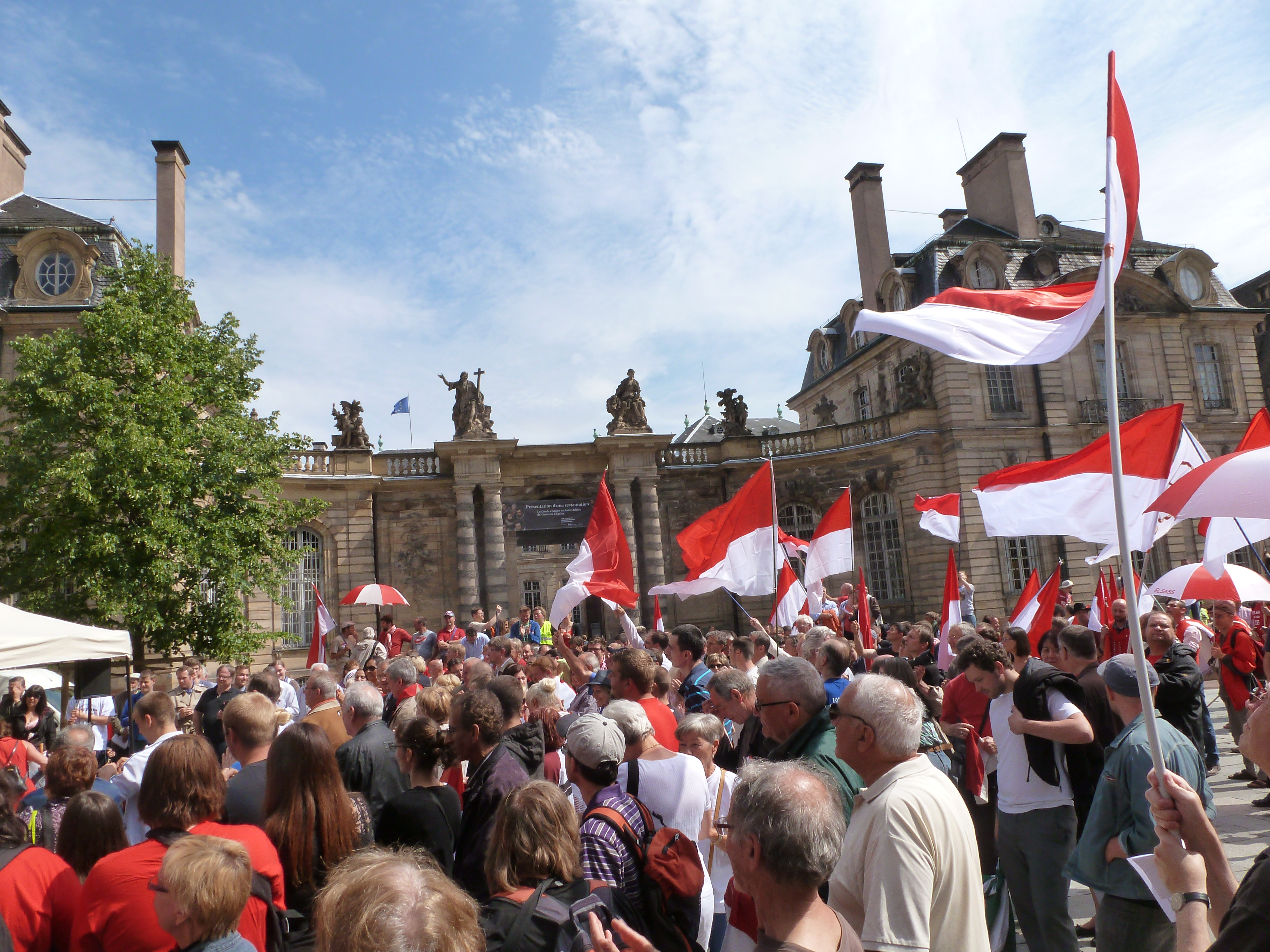
Manifestation contre la réforme territoriale de juin 2014.
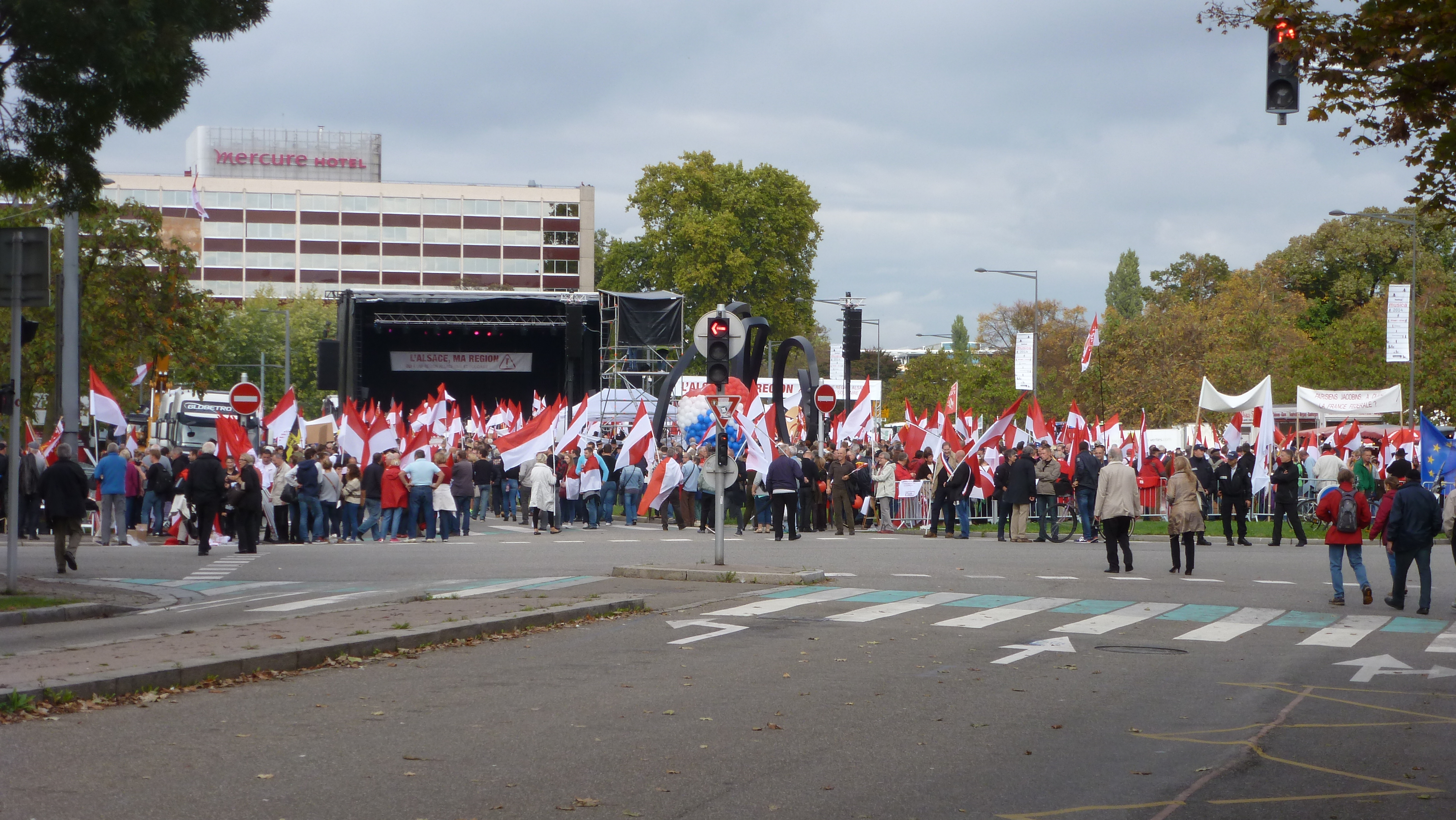
Manifestation contre la réforme territoriale d’octobre 2014.
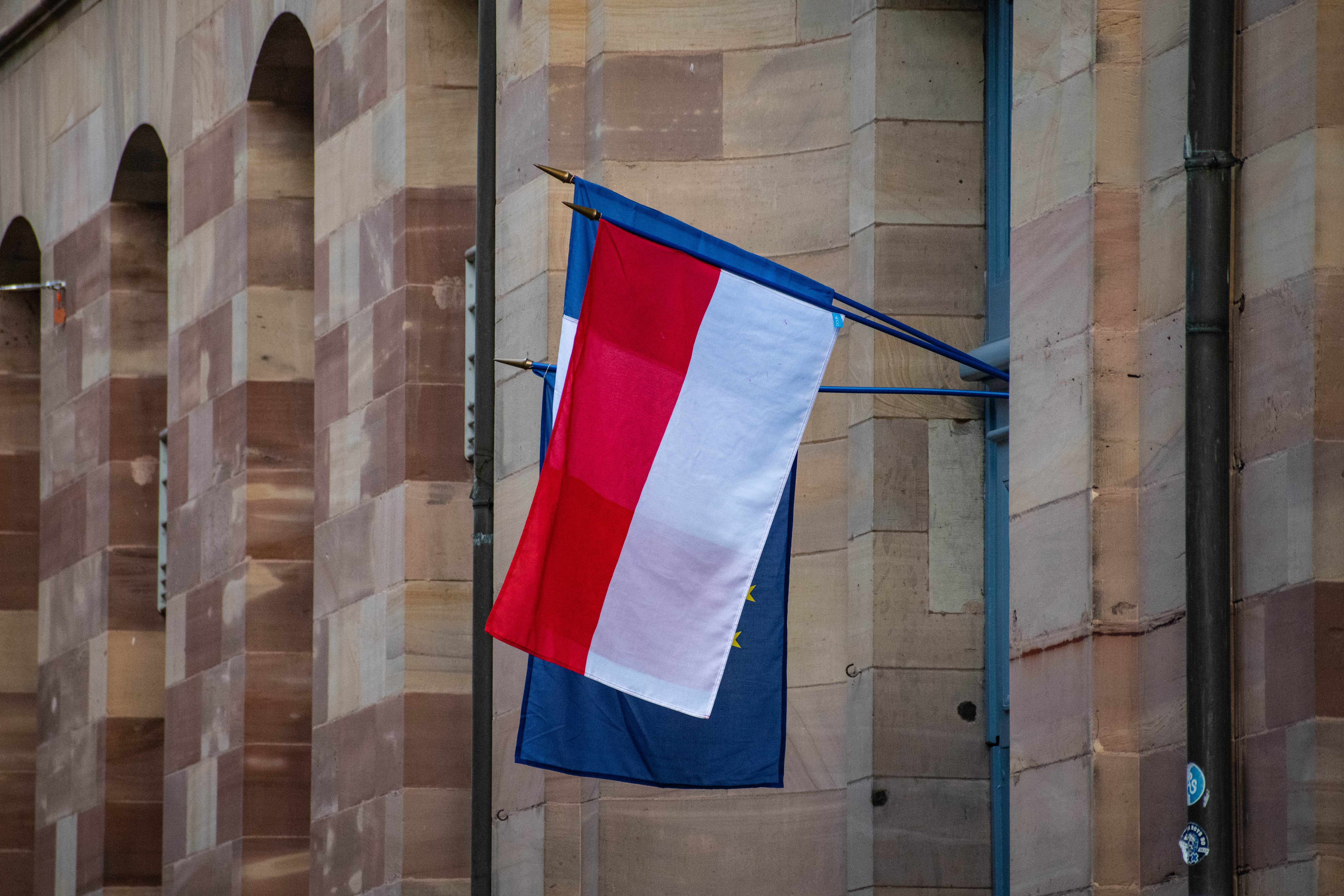
Un Rot un Wiss au format allemand (3:5), à Strasbourg